# Departamento Juan Martín de Pueyrredón
Das Departamento Juan Martín de Pueyrredón, bis 2010 La Capital, liegt im Westen der Provinz San Luis im westlichen Zentrum Argentiniens und ist eine von 9 Verwaltungseinheiten der Provinz. 
Es grenzt im Norden an das Departamento Belgrano, im Osten an die Departamentos Coronel Pringles und General Pedernera, im Süden an das Departamento Gobernador Dupuy und im Westen an die Provinz Mendoza. 
Die Hauptstadt des Departamento Juan Martín de Pueyrredón ist San Luis.

## Bevölkerung
Nach Schätzungen des INDEC stieg die Einwohnerzahl von 168.771 Einwohnern (2001) auf 193.954 Einwohner im Jahre 2005.